# Warkings
Warkings is een Duitse/Oostenrijkse/Zwitserse powermetalband uit het Alpengebied. De band werd in 2018 opgericht en verscheen ook het debuutalbum Reborn. De teksten gaan vooral over krijgers en oorlog. Tot dusver zijn er vijf studioalbums uitgebracht.

## Bandleden
- Georg Neuhauser (Fallen Sanctuary, Serenity, Phantasma) als The Tribune (zanger)
- Markus Pohl (Mystic Prophecy, Watch Me Bleed, Powerwolf (live), ex-Justice Inc., ex-Symphorce, ex-Souldrinker, ex-Hazy Shade) als The Crusader (gitarist)
- Chris Rodens (Watch Me Bleed, ex-Souldrinker, ex-Church of the Machine) als The Viking (bassist)
- Steffen Theurer (Watch Me Bleed, ex-Symphorce, ex-Souldrinker, ex-Chinchilla) als The Spartan (drummer)

## Discografie

### Studioalbums
| Album      | Uitgebracht op   | Label          | Singles                                             | Opmerkingen       |
| ---------- | ---------------- | -------------- | --------------------------------------------------- | ----------------- |
| Reborn     | 16 november 2018 | Napalm Records | "Gladiator" "Hephaistos" "The Last Battle" "Sparta" | met Melissa Bonny |
| Revenge    | 31 juli 2020     | Napalm Records | "Warriors" "Odin's Sons" "Maximus"                  | met Melissa Bonny |
| Revolution | 20 augustus 2021 | Napalm Records | "Fight" "Spartacus" "We Are the Fire"               |                   |
| Morgana    | 11 november 2022 | Napalm Records | "Monsters" "To the King" "Hellfire"                 |                   |

- MusicBrainz: f33ef314-5096-437d-a577-9404168a3155